# Allan Klynne
Allan Klynne, född 23 januari 1965 i Stockholm, är en svensk arkeolog, författare och översättare med antiken som specialområde.
Klynne disputerade i antikens kultur och samhällsliv vid Uppsala universitet 2002 och var forskarassistent vid Svenska institutet i Rom 2003–2007. Han var vikarierande lektor vid institutionen för arkeologi och antikens kultur vid Stockholms universitet 2010–2012.

### Översättningar
- Mary Beard: Pompeii: The Life of a Roman Town (Profile Books, 2008) ISBN 978-1-86197-516-4.
  - Pompeji: livet i en romersk stad (Norstedts, 2010) ISBN 978-91-1-302226-0.
- Joyce Tyldesley: Tutankhamen's Curse: The Developing History of an Egyptian King (Profile Books, 2012) ISBN 978-1-86197-873-8.
  - Tutankhamens förbannelse: den oändliga historien om en egyptisk kung (Norstedts, 2013) ISBN 978-91-1-304962-5.
- Barry Strauss: The Death of Caesar: The Story of History's Most Famous Assassination (Simon & Schuster, 2015) ISBN 978-1-4516-6879-7.
  - Mordet på Caesar: berättelsen om historiens mest välkända attentat (Natur & Kultur, 2016) ISBN 978-91-27-14848-2.
- John Hirst: The Shortest History of Europe (Black Inc., 2009) ISBN 978-1-8639-5439-6.
  - Europa: en kort historik (Natur & Kultur, 2017) ISBN 978-91-27-14996-0.
- Mary Beard: Civilisations: How Do We Look / The Eye of Faith (Profile Books, 2018) ISBN 978-1-78125-999-3.
  - Gudar och människor: blicken genom historien (Norstedts, 2020) ISBN 978-91-1-310171-2.